# 世界でいちばん大嫌い
『世界でいちばん大嫌い』（せかいでいちばんだいきらい）は、日高万里による少女漫画。ここでは、本作からのスピンオフ作品『お気に召すまま?』についても述べる。
『花とゆめ』（白泉社刊）1997年20号から2001年15号まで連載された。単行本は花とゆめコミックス（白泉社刊）から全13巻。完全版は花とゆめコミックススペシャル（白泉社刊）から全7巻。

## あらすじ
秋吉家シリーズの5作目。秋吉家の六人兄弟の長女である秋吉万葉と杉本真紀の話。
高校2年生の万葉は、忙しい母親の代わりに弟・零を迎えに保育園へと通っていた。そのお目当ては保育園の保父の水嶋先生であったが、水嶋の友人であるという妙な性格の美容師・杉本に付きまとわれ、振り回される日々。しかし、水嶋先生が結婚してしまうことがわかり、失恋を経験する。そんな時そばにいたのは、大嫌いなはずのあの杉本だった。

## 登場人物

### 主要人物
秋吉 万葉（あきよし かずは）
声 - 浅川悠
本作の主人公。秋吉家の長女。西宮女子高等学校2年生。5月27日生まれの双子座、B型。身長179cm。後に美容師を目指すようになる。サバサバしていて男っぽい喋り方だが、お人好しでウッカリ者な一面も。外見は凛々しいタイプの美人だが、長身で男に間違われることも多い。当初は髪はボブだったが、後述の杉本真紀に騙され、髪を切ってからさらに男に間違われるようになる（後述の本庄新に、女だと言うまで気付かれなかった悲惨なエピソードもある）。そのうえ女子高のため学校にファンが多く、バレンタインでもチョコはもらう側。パニック体質。幼い時のトラウマで自転車恐怖症。その後美容師となり真紀と結婚、杉本 万葉（すぎもと かずは）となる。
杉本 真紀（すぎもと まき）
声 - 三木眞一郎
美容師・杉本家三男。長兄夫婦の経営する美容室で働いている。5月9日生まれの牡牛座、O型。身長189cm。中学時代、文化祭でやった女装劇以来、オネエ言葉を使う。母方の祖母はフランス人。3人兄弟の末っ子で、全員母親が違う。外見･言葉遣いからひ弱そうに見えるが、実は中学時代、自分の見た目を侮辱した人間を半殺しにしたことがある。登場当初から万葉が大好きで猛烈アタックを繰り返していた。
松岡 扇子（まつおか せんこ）
声 - 高森奈緒
万葉の友人でクラスメイト。11月22日生まれの蠍座、AB型。168cm。わりと熱血な性格の持ち主。もともとは真紀のことが好きだった。真紀のこともあり、万葉とは口喧嘩が絶えないが、なんだかんだいって仲の良い親友である。やはり美人なので、学校では万葉に次ぐ人気を誇る（ちなみに美脚）。狐になったり、魂を出したり（さらに魂2つでブランコしたり、「ピッチング魂シーン」なるものをやったりする）人間とはかなりかけ離れている部分がしばしばある。どういうわけか天敵のはずの本庄徹に気に入られ困惑しているが、後にその徹と付き合うことになる。作者の別作品『天使1/2方程式』によると入籍しており長女の「みちる」と長男の「匠」も誕生している。スピンオフ作品『お気に召すまま?』の主人公。
本庄 徹（ほんじょう とおる）
声 - 伊藤健太郎
美容師。真紀の少年時代からの友人。1月25日生まれの水瓶座、B型。身長175cm。実家の美容室を手伝っている。眼つきが悪く（ただし扇子曰く「タレ目」）、口調も結構きつい。ガラが悪く見られがち（実際そう）だが意外と面倒見がいい兄貴体質で、真紀や万葉に適切なアドバイスをする。また、真紀や扇子をおもちゃにして楽しんでいる節がある。普段は髪をオールバックにしているが、休みの日や寝起き、風呂上がり等は髪を下ろしている為、普段よりもかなり幼く見える。近眼のため普段はコンタクト使用（たまに眼鏡）。ちなみに最終回で発表された人気投票では主人公を抑えて1位を獲得しており作者も驚いていた。　
秋吉 千鶴（あきよし ちづる）
声 - 私市淳
秋吉家の長男。北城高校1年生。8月9日生まれの獅子座、AB型。身長188cm。万葉や百華から「ちい」と呼ばれている。『世界で～』初登場の頃は穏やかな性格の優等生だったが、物語途中で父親との確執などによる屈折から不良となっていく。本作品の終了時（当時高校2年）には依然として不良のままだったものの、万葉、本庄徹、親友の二条、そして何より依里子（『詩を聴かせて』参照）の影響を大きく受け、のちに高校卒業と同時に更生。真紀や徹と初めて出会ったとき、万葉によく似ていたゆえに真紀に抱きつかれてしまい、それがトラウマとなって真紀を嫌いになる。口や態度には出さないが、万葉のことを大事に思っており、徹からはシスコンだと言われている。
水嶋 通（みずしま とおる）
声 - 岡野浩介
万葉が以前好きだった人。零の保育園の先生。183cm。作中で婚約者の山本真奈美と結婚する。実は真紀と徹、真奈美とは中学からの知り合いで、一緒にバカをやってきた仲。現在はおっとりしているように見えるがかつては一番のワルだった。通称ブラック水嶋。
本庄 新（ほんじょう あらた）
声 - 森久保祥太郎
徹の弟。万葉より一つ年上。8月9日生まれの獅子座、0型。身長180cm。北城高校出身。友人に鷹崎、美遥がいる。万葉のことが好きだった。歯に衣着せぬ正直な言動をするが、基本的に性格は純粋でいい奴。母や兄からは結構可愛がられている。高校卒業後、美容師に。背後にタヌキが憑いている。
石塚 麻子（いしづか あさこ）
声 - 麻見順子
万葉の友人でクラスメイト。クールな性格。北城高校に1つ年上の彼氏（鷹崎）がいる。手先は器用だが、なぜか料理だけは殺人的に下手。服飾関係の進路を志望している。万葉と扇子の写真を勝手に撮ってファンに売りさばき、金儲けをすることも。

### 重要人物
杉本 沙紀（すぎもと さき）
声 - 千葉進歩
学校教師（万葉の高3時の担任、担当は古典）で杉本家次男。父・紀一と瓜二つの美青年。子供の頃、モデルをしていたこともある。本人は父親に似ていることを嫌っており、年齢経過で老け始めた父を前にして、「そうなる前に死にたい」ときっぱり言い切っている。長男由紀、三男真紀とは異母兄弟。妻との間に生まれた真紀たちとは違い、不倫の結果出来た子だった。真紀より1ヶ月早く生まれる。認知はされており、実母の死後、父親に引き取られる。真紀と確執があり、万葉もその確執に巻き込まれたが、後に真紀・万葉いずれとも和解。ただし「和解」後も、真紀は彼のことが苦手で、「兄」に見えたのは作中一度だけだった。扇子の敵でもあるが、一度だけ「いいやつに見えてきた」と述べられたこともある。結婚して（婿養子）澤井沙紀になる。
白石 あづみ（しらいし あづみ）
美容師で真紀の初恋の人。幼いころ自殺しようとしていたところを紀一に助けてもらい、紀一の下で働き（手伝う）、美容師になる。紀一を好きになるが、紀一の妻カレンを裏切ることができず、思いを告げずに紀一の下から消え、カレンの実家に住み（その間真紀と真紀の祖母と同居）、本庄雅の店で働く。その後、居場所を知りたずねてきた紀一に告白し、失恋。リストカットによる自殺を試みるが未遂に終わり、姿を消す。真紀の身に着けていた赤い石のピアスはこのときあづみが渡したものである。後に結婚し、塚本あづみとなり、二児の母となる。その後も美容師は続けている。
杉本 紀一（すぎもと きいち）
美容師で真紀、沙紀、由紀の父。沙紀にうり二つの美形であり、表面的な人当たりはよく、若い頃からモテてきた。自他共に認めるほど、女癖が悪く、妻と愛人を同時期に妊娠させるなど、真紀と沙紀の確執も元を正せば彼のせいだった。反面、仕事には過ぎるほどの熱心さと執着を見せる。結果、扇子から「杉本父最悪だわ！」と断言された。不器用に息子たちのことを想っているため、空回りが多いが、３人とも「先生」と呼ばれる職につくなど、繋がりは持っている。
杉本 カレン（すぎもと かれん）
カメラマンで真紀の実母。顔も行動も息子とうり二つ。不倫相手の子である沙紀に対しても、真紀同様に接する。また自身に紀一への恋心を告白したあづみに対しても、優しく接する。夫の不倫を許してはいないが、愛しているため別れるつもりはない。出会った当初は紀一が嫌いだった。
本庄 雅（ほんじょう みやび）
声 - 紗ゆり
徹、新の母で美容師。とうに二十代となっている息子がいるにも関わらず、初登場時まだ４０歳だった。着付けもこなす。カレンとは年の離れた幼なじみで、現在でも大の仲良し。美容室「雅」の女主人。顔つき・仕事に対する姿勢は共に厳しいが、根は優しく涙もろい。従業員が店を辞めると大泣きする。気に入らないことがあると数分間だけだが職場放棄をする奇癖あり。徹とともに新をかわいがって（?）いる。離婚前の姓は工藤。徹が中学に上がる春に、地元に戻り美容室「雅」をはじめる。

### 周囲の人々
秋吉 百華（あきよし ももか）
声 - 瀧本富士子
秋吉家の次女。中学2年生。魔王的存在。クールだが、言うことはきっちりはっきり容赦なく言う。万葉に対してもかなり強気（?）で、一枚上を行くことも多い。ゆえに、「傷口にキンカン (薬品)をぬられる」と十波に言われたことがある。手先が不器用で家事音痴である。後に保育士になる（『ありのままの君でいて』収録の「愛のカタチは揺れるコスモス」参照）。A型。
秋吉 十波（あきよし となみ）
声 - 桑島法子
秋吉家の三女。小学4年生。万葉にあこがれている。料理、裁縫など女の子らしいものが得意。万葉は十波に甘い。一久には容赦がない。高校生になってから期限付きの恋に苦しむこととなる。（『365日の恋人』参照）O型。　
秋吉 一久（あきよし いちひさ）
声 - 南央美（9歳）、石田彰（17歳）
秋吉家の次男。小学2年生。ちゃらんぽらんで、馬鹿担当。捨て身でボケることが多い。兄弟の中では一番母親に似ている。家の中ではおバカキャラ一直線だが、外に出ると恰好をつける。（『終わらない恋のために』『ありのままの君でいて』参照）O型。
秋吉 零（あきよし れい）
声 - 渡辺菜生子（6歳）、瀧本富士子（14歳）
秋吉家の三男。5歳。万葉と瓜二つ。愛らしい風貌でみんなから可愛がられる。母にはこのままでいて欲しいわと抱きつかれる。酔った千鶴に思い切りキスされ、トラウマになる。中学生になって兄弟の中で唯一身長の伸びが遅く悩む（『365日の恋人』収録「Lesson」「スローステップ」参照）。高校生になると段々クールでドライな性格に。（『V・B・ローズ』参照）A型。
犬飼 美遥（いぬかい みはる）
万葉の小学校の時の友人で新のクラスメイト。バレンタインでは新に毎年変わった「義理チョコ」をあげている。新のことが好き。徹に懐いている。
杉本 由紀（すぎもと ゆき）
美容師・杉本家長男。普段はボーっとしているが勘は鋭い。実母は紀一の初婚の妻であり、幼少時に死別している。真紀を紀一の店から引き抜いた。真紀との関係は兄弟として良好だが、沙紀とは互いに無関心。親バカ。2人の娘が真紀になついているのに少し嫉妬している。
杉本 実加子（すぎもと みかこ）
由紀の妻。由紀との間に娘が2人いる。普段はニコニコしているが、由紀が居ないときは不機嫌になる。かつて紀一の店で働いていた。
杉本 姫（すぎもと ひめ）
由紀と実加子の子供（＝真紀の姪）。顔が実加子によく似ている。
杉本 菊（すぎもと きく）
由紀と実加子の子供（＝真紀の姪）。顔が由紀に恐ろしいほどそっくり。
山本 真奈美（やまもと まなみ）
水嶋と結婚する。徹から「真奈美大先生」と呼ばれている。
森高 リサ（もりたか りさ）
雅の店で働いている。無口かつ鉄面皮。嫌いな相手（例えば、真紀）にはそれが露骨な態度となって表れる。しかし情には厚い。
桂 みのり（かつら みのり）
雅の店で働いている。体力の燃費が著しく悪い。メイク病。
藤沢 詠子（ふじさわ えいこ）
藤沢3兄弟の末っ子。ファッションデザイナーを目指している短大生。兄・瑛次を通じて真紀と知り合い、ヘアー&ファッションショーを企画する。瑛次とは対照的なしっかり者。麻子の憧れ。勘が鋭く、万葉の真紀への感情も一瞬で見抜き、「真紀さんは鑑賞用だから安心なさい」と言い切った。
藤沢 瑛次（ふじさわ えいじ）
由紀の店の新人。遅刻魔かつ怠け者で、真紀の手を焼かせている。すぐに女に手を出す。真紀と万葉が7つ違いだと聞かされ「犯罪っぽい」と言い、真紀に殴られた。
藤沢 秋一（ふじさわ しゅういち）
藤沢3兄弟の長男。糸目。ファッションブランド「Ｑ（question）」デザイナー。妹・詠子からショーの写真を見て、万葉をＱの広告に起用する。万葉に高校卒業後モデルとしての道を勧めるが断られ、万葉のただ一回のモデル経験となる。
二条 聖人（にじょう まさと）
千鶴の親友。美容師志望。『ありのままの君でいて』収録の「愛のカタチは揺れるコスモス」にも登場。
川澄 早苗（かわすみ さなえ）
故人。沙紀の母。関西から上京し、紀一と出会って一目惚れした。その時紀一は既にカレンと結婚しており、不倫関係に。紀一に執着するあまり、毎日のように沙紀に、カレンと真紀への恨みを言い続けた。沙紀が小学生の時、身体と心を病んで亡くなる。死に際まで息子の名を呼ばず、紀一だけを求め続けていた。
澤井 あや（さわい）
沙紀の妻。看護師。両親と弟を事故で亡くしており、天涯孤独。赤の他人だが、顔立ちは真紀やカレンとそっくり（本人の顔は出てこない）。沙紀曰く「怒ると口きいてくれない」。『V・B・ローズ』によると、2人娘の母になっており、沙紀によれば2人とも母親似らしい。
魂（たましい）
本来は扇子の口から出てくるものだったが、後に他の登場人物からも出てくるようになる（例えば万葉の口や真紀の口から出てきたり、麻子のツインテールが魂になったり…）。しかもなぜか大量にあふれている。扇子はロープに使ったり、魂の緒を結んでブランコにしてしまう。

## お気に召すまま?
特別編『お気に召すまま?』は、本作からのスピンオフ作品。『別冊花とゆめ』（白泉社刊）2006年9月号、2007年3月号、2008年1月号、2010年8月号および9月号にて発表された。
しがない大学浪人・松岡扇子と、煮ても焼いても刺身にしても食えない美容師・本庄徹との、「仁義なき戦い」を描いた作品。秋吉（杉本）万葉や杉本真紀も、キーマンとして登場している。
単行本『お気に召すまま? ─世界でいちばん大嫌い 特別編─』は、花とゆめコミックススペシャルから全1巻。

## 書誌情報
- 日高万里 『世界でいちばん大嫌い ─秋吉家シリーズ5─』 白泉社〈花とゆめコミックス〉、全13巻
  1. 1998年3月19日発売、ISBN 4-592-171217
  2. 1998年7月17日発売、ISBN 4-592-171225
  3. 1998年12月14日発売、ISBN 4-592-171233
  4. 1999年4月19日発売、ISBN 4-592-171241
  5. 1999年7月19日発売、ISBN 4-592-17125X
  6. 1999年10月19日発売、ISBN 4-592-171268
  7. 2000年1月19日発売、ISBN 4-592-171276
  8. 2000年5月19日発売、ISBN 4-592-171284
  9. 2000年9月19日発売、ISBN 4-592-171292
  10. 2001年1月19日発売、ISBN 4-592-171306
  11. 2001年4月19日発売、ISBN 4-592-171314
  12. 2001年7月19日発売、ISBN 4-592-177916
  13. 2001年9月19日発売、ISBN 4-592-176294

- 日高万里 『日高万里画集 ひつじの涙/世界でいちばん大嫌い』 白泉社、全1巻
  1. 2004年3月22日初版発行、ISBN 4-592-732197

- 日高万里 『お気に召すまま? ─世界でいちばん大嫌い 特別編─』  白泉社〈花とゆめコミックススペシャル〉、全1巻
  1. 2010年9月17日発売、ISBN 978-4-592-19821-5

- 日高万里 『世界でいちばん大嫌い 完全版』 白泉社〈花とゆめコミックススペシャル〉、全7巻
  1. 2012年2月20日発売、ISBN 978-4-592-19861-1
  2. 2012年2月20日発売、ISBN 978-4-592-19862-8
  3. 2012年3月19日発売、ISBN 978-4-592-19863-5
  4. 2012年3月19日発売、ISBN 978-4-592-19864-2
  5. 2012年4月20日発売、ISBN 978-4-592-19865-9
  6. 2012年4月20日発売、ISBN 978-4-592-19866-6
  7. 2012年5月18日発売、ISBN 978-4-592-19867-3

## ドラマCD
マリン・エンタテインメントより発売。他に、2000年春『花とゆめ』誌上で、ドラマCDの応募者全員サービスが実施されている。
- 『世界でいちばん大嫌い』
- 『世界でいちばん大嫌い しあわせ日和』